# Amarante (Portugal)
Amarante é uma cidade portuguesa localizada na sub-região do Tâmega e Sousa, pertencendo à região do Norte e ao distrito do Porto.
É sede do município de Amarante que tem uma área total de 301,33 km2, 52 116 habitantes em 2021 e uma densidade populacional de 173 hab./km2, subdividido em 26 freguesias. O município é limitado a norte pelo município de Celorico de Basto, a nordeste por Mondim de Basto, a leste por Vila Real e por Santa Marta de Penaguião, a sul por Baião, Marco de Canaveses e Penafiel, a oeste por Lousada e a noroeste por Felgueiras.
O comércio e o serviços centram-se principalmente na cidade de Amarante. O actual presidente da Câmara Municipal de Amarante é Jorge Ricardo, eleito pela coligação Afirmar Amarante (PPD/PSD/CDS-PP).

## História
Amarante teve provavelmente a sua origem nos povos primitivos que habitaram a serra da Aboboreira (habitada desde a Idade da Pedra), embora se desconheça exactamente o nome dos seus fundadores. Contudo, só começou a adquirir importância e visibilidade após a chegada de São Gonçalo (1187-1259), nascido em Tagilde, Guimarães, que aqui se fixou depois de peregrinar por Roma e Jerusalém. A este santo se atribui a construção da velha ponte sobre o Rio Tâmega.

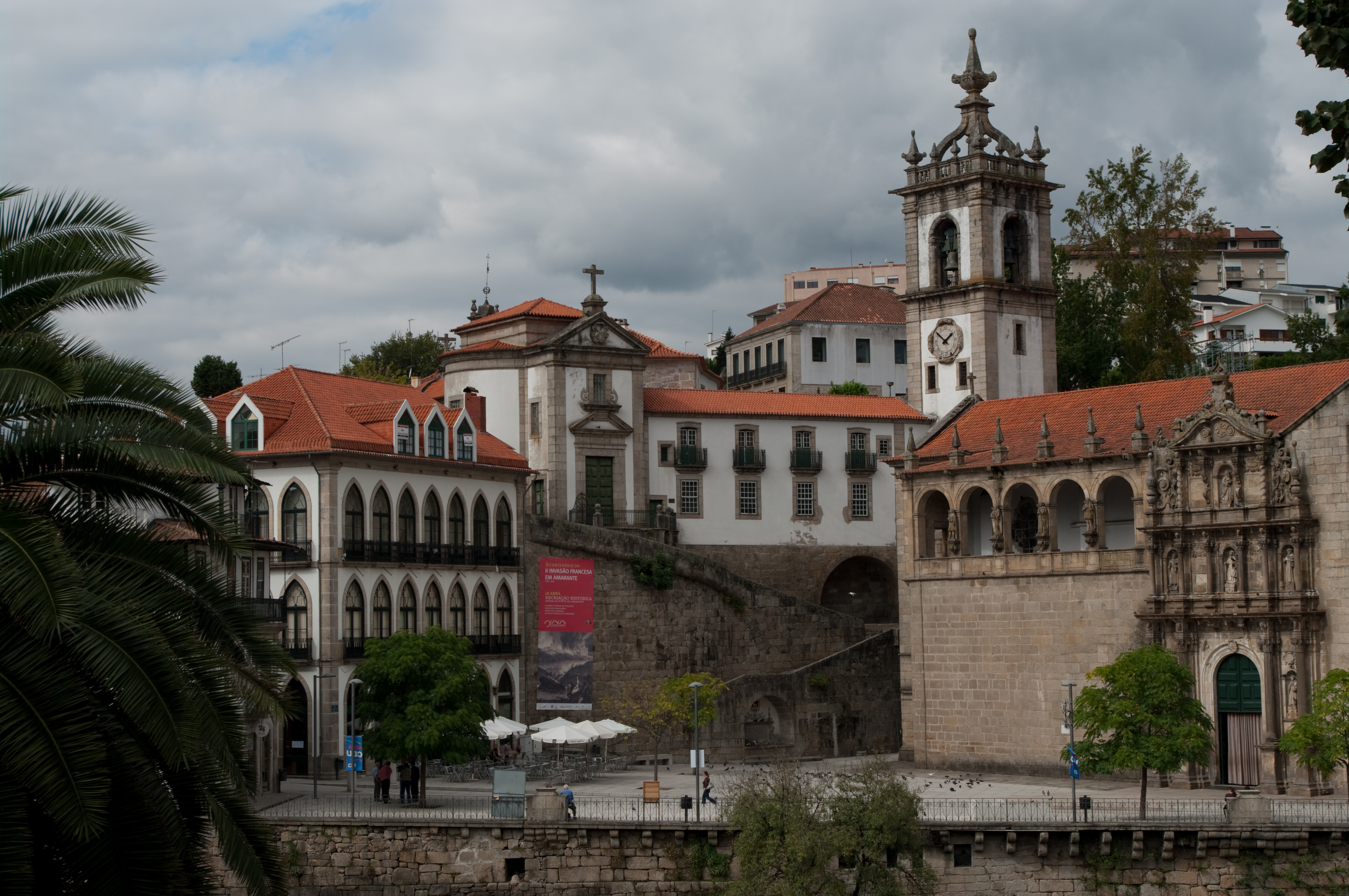
Centro histórico

Amarante torna-se alvo de peregrinações e a povoação foi crescendo. Já no Século XVI, D. João III ordena a construção do Mosteiro de São Gonçalo sobre a capela junto à ponte sobre o Rio Tâmega, onde segundo a tradição São Gonçalo terá vivido e foi sepultado.
Em 1763, ocorre a derrocada da velha Ponte de São Gonçalo devido às cheias do Rio Tâmega. Nos anos seguintes foi reconstruída com o aspecto que ainda hoje apresenta.
No início do século XIX, Napoleão Bonaparte tenta invadir Portugal e sobre Amarante passaram também estas invasões francesas, sendo palco do heróico episódio da Defesa da Ponte de Amarante que valeu ao General Silveira o título de Conde de Amarante e a própria vila de Amarante teve a honra de ser agraciada com o colar da Ordem Militar da Torre e Espada, do Valor, Lealdade e Mérito que reflecte no seu brasão municipal. Após este episódio criam-se planos para a reconstrução da vila, pois os franceses tinham incendiado quase a totalidade das casas.
As reformas liberais do século XIX reorganizaram administrativamente o território e em 1855 extinguiram-se os municípios de Gouveia, Gestaço e Santa Cruz de Ribatâmega, tendo o de Amarante recebido a maioria das suas freguesias e ainda algumas de Celorico de Basto.

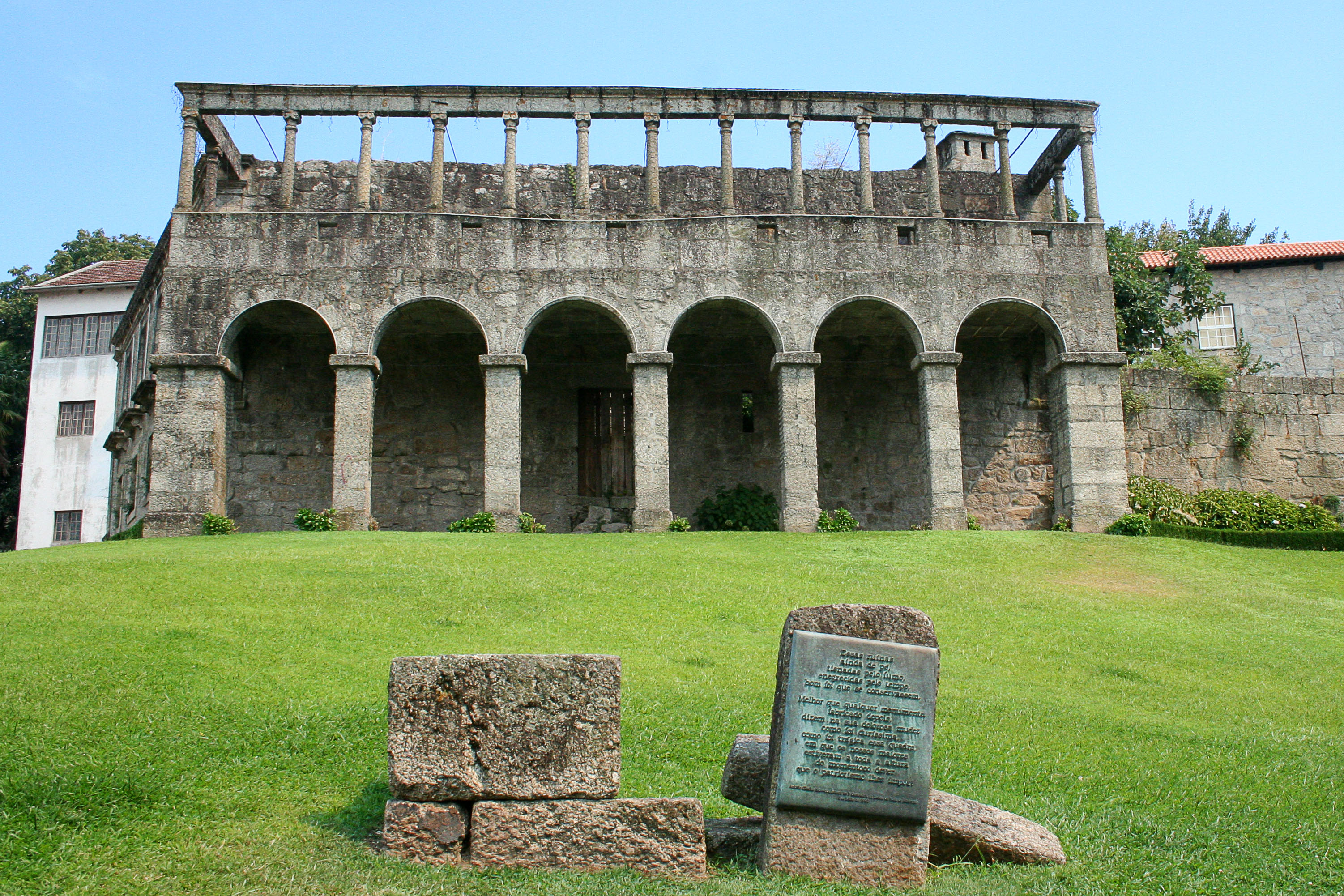
Solar dos Magalhães, incendiado pelas tropas francesas.

O apogeu cultural dá-se nos inícios do século XX, graças a amarantinos como Teixeira de Pascoaes nas letras e Amadeo de Souza-Cardoso na pintura.
Foi feita Dama da Antiga e Muito Nobre Ordem Militar da Torre e Espada, do Valor, Lealdade e Mérito a 21 de Novembro de 1925.
Amarante adquiriu estatuto de cidade a 8 de Julho de 1985, sendo esta também a data do seu feriado municipal.

## Geografia

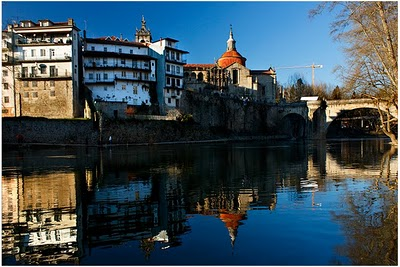
Amarante Rio Tâmega

O concelho de Amarante é fortemente marcado pelo seu relevo. Além disso, é também o maior concelho do Distrito do Porto, tendo cerca de 30 000 hectares de superfície (301,3 km²). Atravessado pelo rio Tâmega, cerca de 80% da superfície do concelho encontra-se abaixo dos 600 metros de altitude. No entanto, tal situação não impede de nele estar inserida uma das mais altas serras do país, o Marão, que tem cumes que atingem os 1415 metros, e a serra da Aboboreira. Outros rios que passam ao longo do concelho são o Ovelha, o Olo e o Odres.
O solo é maioritariamente formado por granito, com predomínio da biotite. Há também algumas zonas de xisto dispersas pelo concelho.

## Organização administrativa

### Administração municipal

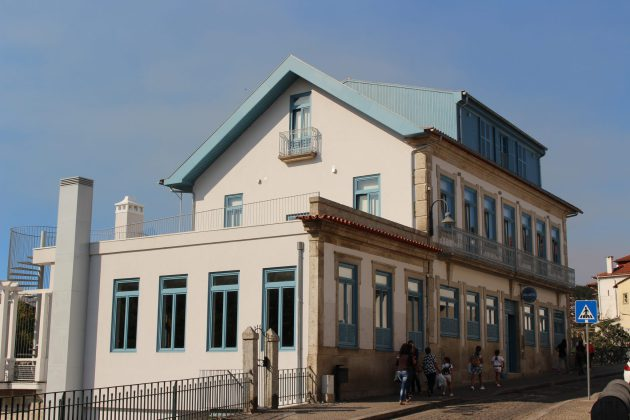
Amarante Antigo Hotel Silva

O município de Amarante é administrado por uma Câmara Municipal, composta pelo Presidente e oito vereadores. Existe uma Assembleia Municipal, que é o órgão deliberativo do município, constituída por 53 deputados, dos quais 26 são Presidentes de cada uma das freguesias do concelho.
Depois das eleições autárquicas de 2013, um presidente e três vereadores são da coligação Afirmar Amarante (PSD/CDS-PP), quatro do Partido Socialista (PS) e um do movimento independente Amarante Somos Todos. O actual Presidente da Câmara de Amarante é Jorge Ricardo, da coligação PSD/CDS, que em fevereiro de 2025 assumiu a presidência da Câmara após a renúncia ao mandato de José Luís Gaspar, que foi eleito pela primeira vez para o cargo em 2013, com cerca de 39% dos votos. A maioria das cadeiras da assembleia municipal e das juntas de freguesias são dominadas pelo PS.
Desde as primeiras eleições livres, após o fim do período do Estado Novo, que houve três fases distintas nas inclinações partidárias do município. A câmara foi governada pelo PSD entre 1976 e 1985. No entanto, de 1989 a 2013, o PS venceu todas as autárquicas, primeiro com Francisco Assis entre 1989 e 1995, e depois com Armindo Abreu, de 1995 a 2013. De realçar que em 1993 e em 1997, o PS garantiu as únicas maiorias absolutas em autárquicas neste concelho, com 58,8% e 58,48% dos votos, respectivamente. Em 2013, o PSD, em coligação com o CDS-PP, volta a ganhar a presidência da autarquia com José Luís Gaspar, embora sem maioria absoluta e com o PS a curta distância, a continuar a manter a presidência da assembleia municipal e a maioria das juntas de freguesia do concelho. Em fevereiro de 2025, José Luís Gaspar renunciou ao mandato de presidente da câmara por ter sido nomeado presidente do conselho de administração da Unidade Local de Saúde Tâmega e Sousa, assumindo a presidência da Câmara o até então vice-presidente, Jorge Ricardo.

## Política

### Eleições autárquicas[6]
| Data | %       | V       | %     | V     | %       | V       | %            | V            | %              | V    | %    | V    | %              | V          | %              | V      | %              | V   | %              | V   | %              | V       | %   | V   | %  | V  | Participação |                |
| Data | PPD/PSD | PPD/PSD | PS    | PS    | CDS-PP  | CDS-PP  | FEPU/APU/CDU | FEPU/APU/CDU | GDUP           | GDUP | LCI  | LCI  | PCTP/ MRPP     | PCTP/ MRPP | UDP/BE         | UDP/BE | PSR            | PSR | IND            | IND | PSD-CDS        | PSD-CDS | ADN | ADN | CH | CH | Participação |                |
| ---- | ------- | ------- | ----- | ----- | ------- | ------- | ------------ | ------------ | -------------- | ---- | ---- | ---- | -------------- | ---------- | -------------- | ------ | -------------- | --- | -------------- | --- | -------------- | ------- | --- | --- | -- | -- | ------------ | -------------- |
| Data | 1976    | 43,77   | 4     | 31,23 | 3       | 7,74    | -            | 7,42         | -              | 2,15 | -    | 1,62 | -              | 0,91       | -              |        |                |     |                |     |                |         |     |     |    |    |              | 62,44 / 100,00 |
| 1979 | 44,07   | 4       | 30,69 | 3     | 9,79    | -       | 9,08         | -            |                |      | PSR  | PSR  | 0,96           | -          | 1,70           | -      | 74,86 / 100,00 |     |                |     |                |         |     |     |    |    |              |                |
| 1982 | 41,40   | 4       | 35,95 | 3     | 9,73    | -       | 7,17         | -            |                |      | PSR  | PSR  | 1,43           | -          | 72,38 / 100,00 |        |                |     |                |     |                |         |     |     |    |    |              |                |
| 1985 | 45,31   | 4       | 31,64 | 2     | 12,42   | 1       | 6,34         | -            | 1,04           | -    | PSR  | PSR  | 66,41 / 100,00 |            |                |        |                |     |                |     |                |         |     |     |    |    |              |                |
| 1989 | 33,21   | 2       | 45,64 | 4     | 14,25   | 1       | 3,67         | -            |                |      | PSR  | PSR  | 67,13 / 100,00 |            |                |        |                |     |                |     |                |         |     |     |    |    |              |                |
| 1993 | 33,39   | 2       | 58,79 | 5     | 4,07    | -       | 1,52         | -            | 71,58 / 100,00 |      | PSR  | PSR  |                |            |                |        |                |     |                |     |                |         |     |     |    |    |              |                |
| 1997 |         |         | 58,48 | 5     | 27,82   | 2       | 2,88         | -            | 5,51           | -    | PSR  | PSR  | 64,62 / 100,00 |            |                |        |                |     |                |     |                |         |     |     |    |    |              |                |
| 2001 | 40,53   | 3       | 46,69 | 4     | 2,84    | -       | 2,65         | -            | BE             | BE   | 3,66 | -    | BE             | BE         | 64,87 / 100,00 |        |                |     |                |     |                |         |     |     |    |    |              |                |
| 2005 | 25,66   | 2       | 41,94 | 3     | (a)     | (a)     | 1,26         | -            | BE             | BE   | 1,20 | -    | BE             | BE         | 27,60          | 2      | 71,22 / 100,00 |     |                |     |                |         |     |     |    |    |              |                |
| 2009 | 44,50   | 2       | 46,66 | 5     | 2,18    | -       | 2,07         | -            | BE             | BE   | 2,16 | -    | BE             | BE         |                |        | 65,04 / 100,00 |     |                |     |                |         |     |     |    |    |              |                |
| 2013 | CDS-PP  | CDS-PP  | 37,55 | 4     | PPD/PSD | PPD/PSD | 2,07         | -            | BE             | BE   | 1,75 | -    | BE             | BE         | 15,69          | 1      | 39,09          | 4   | 60,49 / 100,00 |     |                |         |     |     |    |    |              |                |
| 2017 | CDS-PP  | CDS-PP  | 36,61 | 3     | PPD/PSD | PPD/PSD | 1,55         | -            | BE             | BE   | 1,70 | -    | BE             | BE         |                |        | 55,43          | 6   | 1,93           | -   | 61,46 / 100,00 |         |     |     |    |    |              |                |
| 2021 | CDS-PP  | CDS-PP  | 38,88 | 4     | PPD/PSD | PPD/PSD | 1,65         | -            | BE             | BE   | 2,13 | -    | BE             | BE         | 52,49          | 5      |                |     | 2,01           | -   | 61,85 / 100,00 |         |     |     |    |    |              |                |

(a) A Concelhia do CDS-PP apoiou indiretamente a lista independente de Avelino Ferreira Torres nas eleições de 2005.

### Eleições legislativas
| Data | %     | %     | %     | %    | %     | %     | %        | %     | %    | %    | %     | %   | %       | % | %  | %  |
| Data | PSD   | PS    | CDS   | PCP  | UDP   | AD    | APU/ CDU | FRS   | PRD  | PSN  | BE    | PAN | PSD CDS | L | IL | CH |
| ---- | ----- | ----- | ----- | ---- | ----- | ----- | -------- | ----- | ---- | ---- | ----- | --- | ------- | - | -- | -- |
| 1976 | 37,22 | 32,50 | 13,20 | 3,44 | 0,91  |       |          |       |      |      |       |     |         |   |    |    |
| 1979 | AD    | 35,09 | AD    | APU  | 2,39  | 46,87 | 7,68     |       |      |      |       |     |         |   |    |    |
| 1980 | AD    | FRS   | AD    | APU  | 1,82  | 50,44 | 6,46     | 31,66 |      |      |       |     |         |   |    |    |
| 1983 | 34,94 | 44,38 | 7,57  | APU  | 1,11  |       | 6,24     |       |      |      |       |     |         |   |    |    |
| 1985 | 32,79 | 25,42 | 8,06  | APU  | 1,57  | 7,70  | 18,40    |       |      |      |       |     |         |   |    |    |
| 1987 | 53,40 | 26,35 | 3,67  | CDU  | 0,79  | 5,24  | 3,18     |       |      |      |       |     |         |   |    |    |
| 1991 | 55,18 | 32,28 | 3,78  | CDU  |       | 2,86  | 0,46     | 0,86  |      |      |       |     |         |   |    |    |
| 1995 | 40,99 | 48,26 | 4,55  | CDU  | 0,30  | 2,33  |          | 0,42  |      |      |       |     |         |   |    |    |
| 1999 | 34,97 | 52,80 | 4,99  | CDU  |       | 2,63  | 0,40     | 1,55  |      |      |       |     |         |   |    |    |
| 2002 | 44,92 | 42,13 | 6,04  | CDU  | 2,23  |       | 1,67     |       |      |      |       |     |         |   |    |    |
| 2005 | 31,83 | 52,45 | 5,00  | CDU  | 2,46  | 4,14  |          |       |      |      |       |     |         |   |    |    |
| 2009 | 33,12 | 45,79 | 7,18  | CDU  | 2,91  | 6,95  |          |       |      |      |       |     |         |   |    |    |
| 2011 | 44,43 | 36,87 | 6,46  | CDU  | 2,92  | 3,15  | 0,45     |       |      |      |       |     |         |   |    |    |
| 2015 | CDS   | 36,17 | PSD   | CDU  | 3,72  | 7,31  | 0,64     | 44,13 | 0,36 |      |       |     |         |   |    |    |
| 2019 | 33,84 | 42,11 | 3,20  | CDU  | 2,45  | 7,30  | 1,75     |       | 1,15 | 0,68 | 0,45  |     |         |   |    |    |
| 2022 | 34,14 | 47,91 | 1,41  | CDU  | 1,58  | 3,23  | 0,81     | 0,76  | 2,86 | 3,90 |       |     |         |   |    |    |
| 2024 | AD    | 34,50 | AD    | CDU  | 33,60 | 1,36  | 3,77     | 1,22  | 2,25 | 3,38 | 13,40 |     |         |   |    |    |

## Evolução da População do Município
★ Os Recenseamentos Gerais da população portuguesa, regendo-se pelas orientações internacionais da época (Congresso Internacional de Estatística de Bruxelas de 1853), tiveram lugar a partir de 1864.
★★ De acordo com os dados do INE o distrito do Porto registou em 2021 um decréscimo populacional na ordem dos 1.7% relativamente aos resultados do censo de 2011. No concelho de Amarante esse decréscimo rondou os 7.4%.
| Número de habitantes | Número de habitantes | Número de habitantes | Número de habitantes | Número de habitantes | Número de habitantes | Número de habitantes | Número de habitantes | Número de habitantes | Número de habitantes | Número de habitantes | Número de habitantes | Número de habitantes | Número de habitantes | Número de habitantes | Número de habitantes |
| -------------------- | -------------------- | -------------------- | -------------------- | -------------------- | -------------------- | -------------------- | -------------------- | -------------------- | -------------------- | -------------------- | -------------------- | -------------------- | -------------------- | -------------------- | -------------------- |
| 1864                 | 1878                 | 1890                 | 1900                 | 1911                 | 1920                 | 1930                 | 1940                 | 1950                 | 1960                 | 1970                 | 1981                 | 1991                 | 2001                 | 2011                 | 2021                 |
| 28 790               | 30 357               | 31 654               | 32 931               | 35 226               | 34 989               | 37 796               | 41 288               | 44 606               | 47 823               | 49 255               | 54 159               | 56 092               | 59 638               | 56 264               | 52 116               |

(Obs.: Número de habitantes "residentes", ou seja, que tinham a residência oficial neste município à data em que os censos  se realizaram.)	
| Número de habitantes por Grupo Etário | Número de habitantes por Grupo Etário | Número de habitantes por Grupo Etário | Número de habitantes por Grupo Etário | Número de habitantes por Grupo Etário | Número de habitantes por Grupo Etário | Número de habitantes por Grupo Etário | Número de habitantes por Grupo Etário | Número de habitantes por Grupo Etário | Número de habitantes por Grupo Etário | Número de habitantes por Grupo Etário | Número de habitantes por Grupo Etário | Número de habitantes por Grupo Etário | Número de habitantes por Grupo Etário |
| ------------------------------------- | ------------------------------------- | ------------------------------------- | ------------------------------------- | ------------------------------------- | ------------------------------------- | ------------------------------------- | ------------------------------------- | ------------------------------------- | ------------------------------------- | ------------------------------------- | ------------------------------------- | ------------------------------------- | ------------------------------------- |
|                                       | 1900                                  | 1911                                  | 1920                                  | 1930                                  | 1940                                  | 1950                                  | 1960                                  | 1970                                  | 1981                                  | 1991                                  | 2001                                  | 2011                                  | 2021                                  |
| 0-14 Anos                             | 11 938                                | 12 980                                | 12 345                                | 13 568                                | 15 126                                | 15 414                                | 17 582                                | 18 905                                | 17 506                                | 14 058                                | 11 900                                | 9 037                                 | 6 172                                 |
| 15-24 Anos                            | 5 639                                 | 5 995                                 | 6 520                                 | 6 904                                 | 6 861                                 | 8 029                                 | 7 781                                 | 8 250                                 | 11 168                                | 10 786                                | 9 655                                 | 7 083                                 | 6 053                                 |
| 25-64 Anos                            | 13 316                                | 14 276                                | 14 115                                | 15 230                                | 16 373                                | 17 738                                | 19 184                                | 18 340                                | 20 526                                | 25 382                                | 30 599                                | 31 073                                | 28 311                                |
| = ou > 65 Anos                        | 1 950                                 | 1 936                                 | 1 792                                 | 2 170                                 | 2 401                                 | 2 765                                 | 3 276                                 | 3 760                                 | 4 959                                 | 5 866                                 | 7 484                                 | 9 071                                 | 11 580                                |

(Obs: De 1900 a 1950 os dados referem-se à população "de facto", ou seja, que estava presente no município à data em que os censos se realizaram. Daí que se registem algumas diferenças relativamente à designada população residente)
Face aos resultados do censo de 2021 verificam-se as seguintes alterações relativamente ao censo de 2011: -32% no grupo dos 0 aos 14 anos; -15% no grupo dos 15 aos 24 anos; -9% no grupo dos 25 aos 64 anos e +28% no grupo dos 65 e mais anos.
A população tem realizado um significativo crescimento nos dois últimos séculos, passando de 1 416 habitantes em 1801 para 56 264 em 2011. No entanto, nas últimas décadas, a taxa de crescimento tem decrescido. Entre 1960 e 2004, verificou-se um aumento de somente 27,6%. Tal justifica-se principalmente pelo elevado surto de emigração verificado nas décadas de 60 e 70, das freguesias periféricas dos centros urbanos de Amarante e Vila Meã, para países europeus como a Alemanha, França ou Suíça.

### Freguesias

Freguesias do município de Amarante após a reorganização administrativa de 2013

Desde a reorganização administrativa de 2012/2013, o município de Amarante está dividido em 26 freguesias:
- Aboadela, Sanche e Várzea
- Amarante (São Gonçalo), Madalena, Cepelos e Gatão (sede)
- Ansiães
- Bustelo, Carneiro e Carvalho de Rei
- Candemil
- Figueiró (Santiago e Santa Cristina)
- Fregim
- Freixo de Cima e de Baixo
- Fridão
- Gondar
- Jazente
- Lomba
- Louredo
- Lufrei
- Mancelos
- Olo e Canadelo
- Padronelo
- Rebordelo
- Salvador do Monte
- São Simão de Gouveia
- Telões
- Travanca
- Vila Caiz
- Vila Chã do Marão, anteriormente Vila Chão do Marão
- Vila Garcia, Aboim e Chapa
- Vila Meã (Real, Ataíde e Oliveira)

### Geminações
A cidade de Amarante é geminada com as seguintes cidades:
- Achères, Yvelines, França
- Wiesloch, Baden-Württemberg, Alemanha
- Nampula, Nampula, Moçambique

## Economia

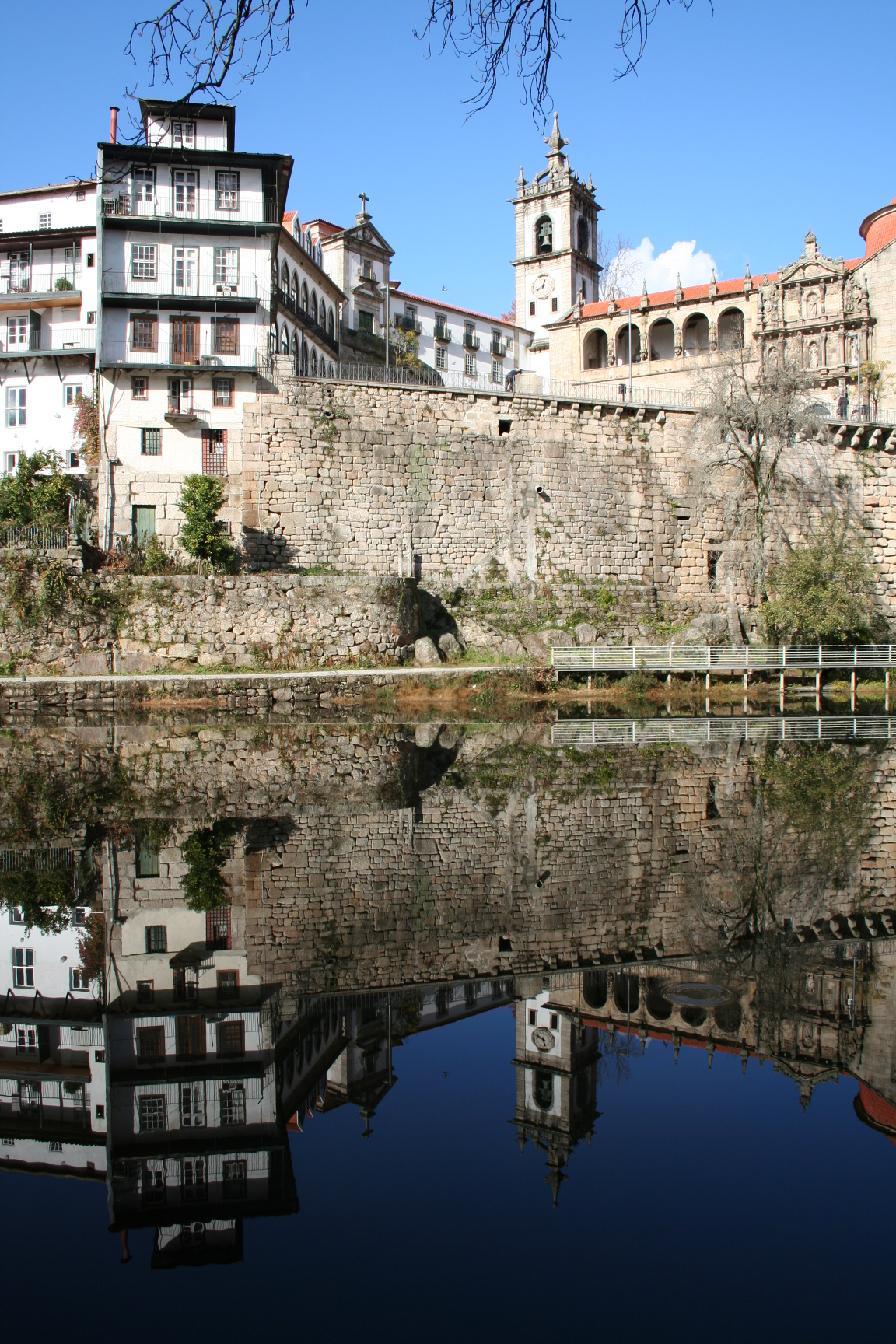
Amarante Igreja de São Gonçalo

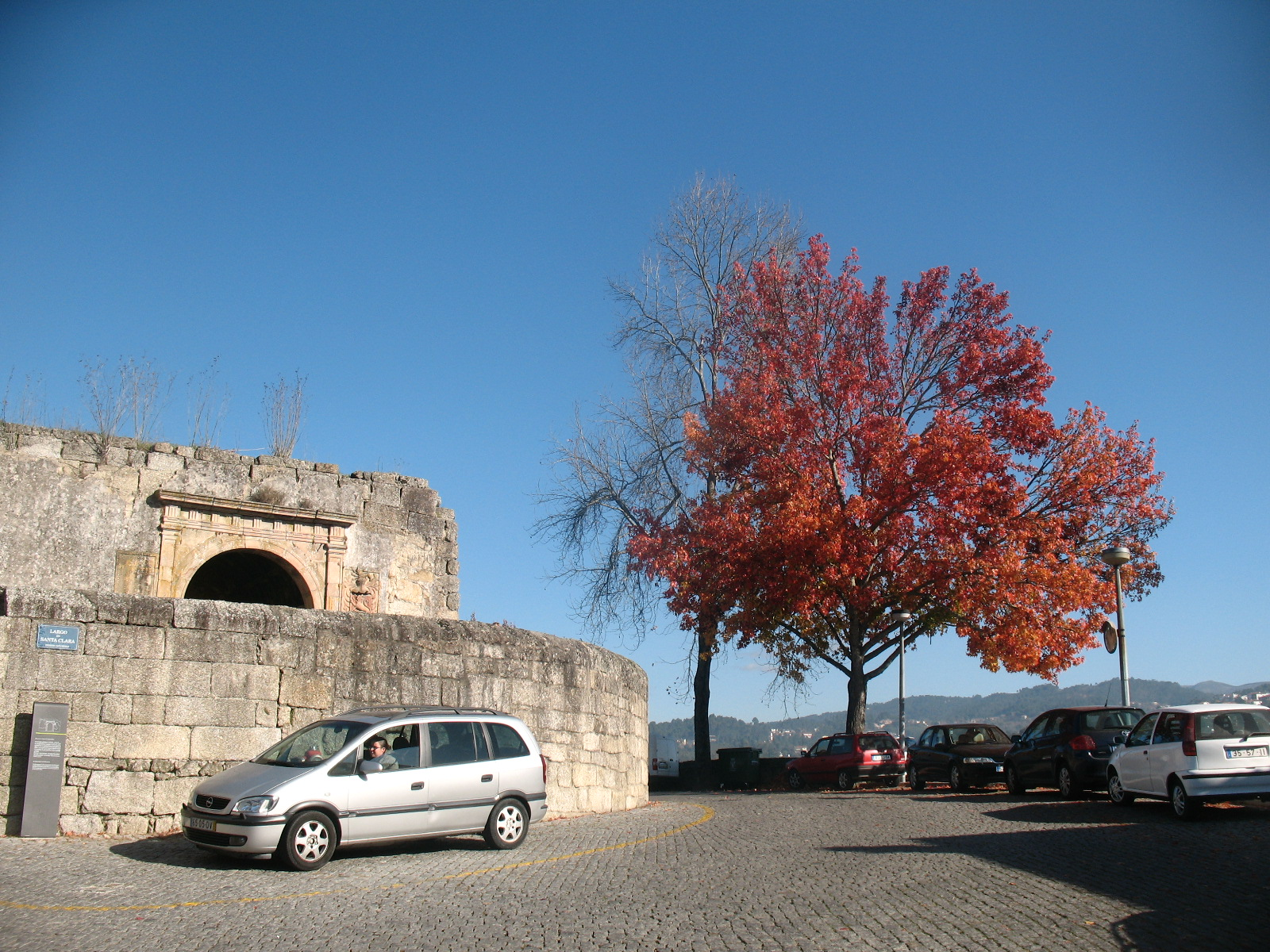
Antiga Capela de Santa Clara

As principais actividades económicas do concelho são a agricultura, presente em todas as freguesias, da qual se destaca a produção de vinhos verdes. Outros sectores importantes são a construção civil, a transformação de madeiras, o pequeno comércio e a indústria.
A pecuária, a silvicultura, a hotelaria e a metalomecânica, juntamente com os serviços, completam o tecido económico das várias freguesias que compõem o concelho. O turismo é um sector com fortes potencialidades, dadas as características ambientais e patrimoniais do concelho.
No passado, o sector secundário foi uma das principais marcas de progresso do concelho. No entanto, tal como em várias outras regiões do país, nos últimos anos assistiu-se ao encerramento de importantes fábricas de mobiliário e metalomecânica, que afectaram a economia local.
Comunicação social
No concelho existem vários jornais e rádios a trabalhar activamente. Entre as muitas edições semanais ou mensais concelhias, destacam-se o «Jornal de Amarante», o «Repórter do Marão», o «Notícias de Figueiró» e, ainda, a revista online BIRD Magazine.
A nível de rádio, existem duas: a «GoloFM» (89.2) e a «ERA FM - Emissora Regional de Amarante» (92.7). Ambas emitem em FM, sendo a GoloFM parte de uma rede regional de emissores detida por João Vinhas que inclui outros emissores locais (94.8 Bombarral/região Oeste e 96.0/105.6 Ponte de Sor, para o Alentejo e Ribatejo) e que retransmitem a emissão licenciada para o concelho de Amarante, que pode ser escutada em todo o distrito do Porto e no Minho. A ERA FM é a principal estação de âmbito local de Amarante e transmite para todo o Vale do Sousa.

## Turismo

### Monumentos e locais a visitar
Na cidade:
- Ponte de S. Gonçalo
- Igreja e Convento de São Gonçalo

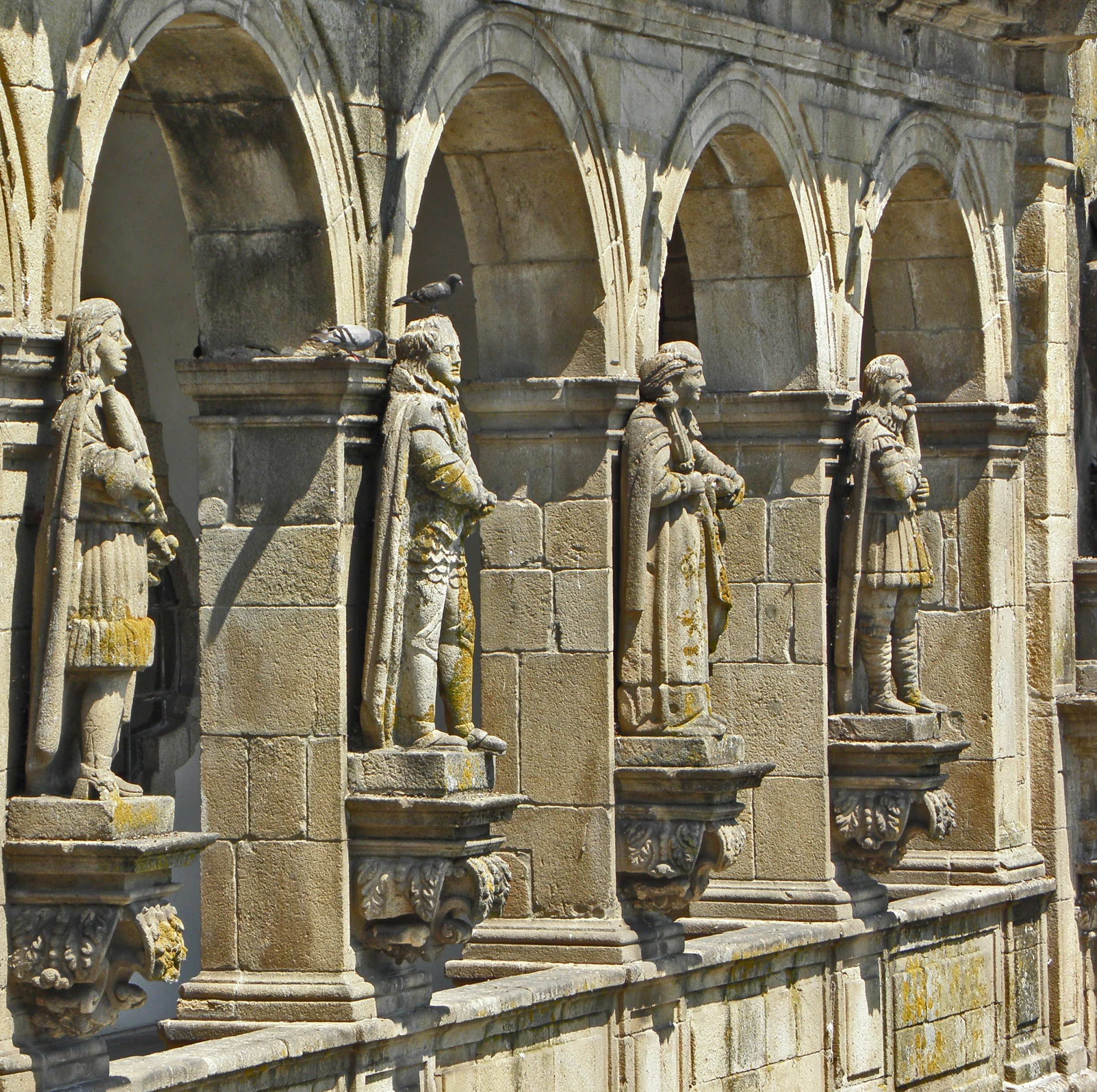
Varanda dos Reis na fachada da Igreja de S. Gonçalo

- Igreja de São Domingos e Museu de Arte Sacra
- Igreja de São Pedro
- Casa da Calçada
- Solar dos Magalhães
- Parque Florestal de Amarante
- Museu Municipal Amadeo de Souza-Cardoso

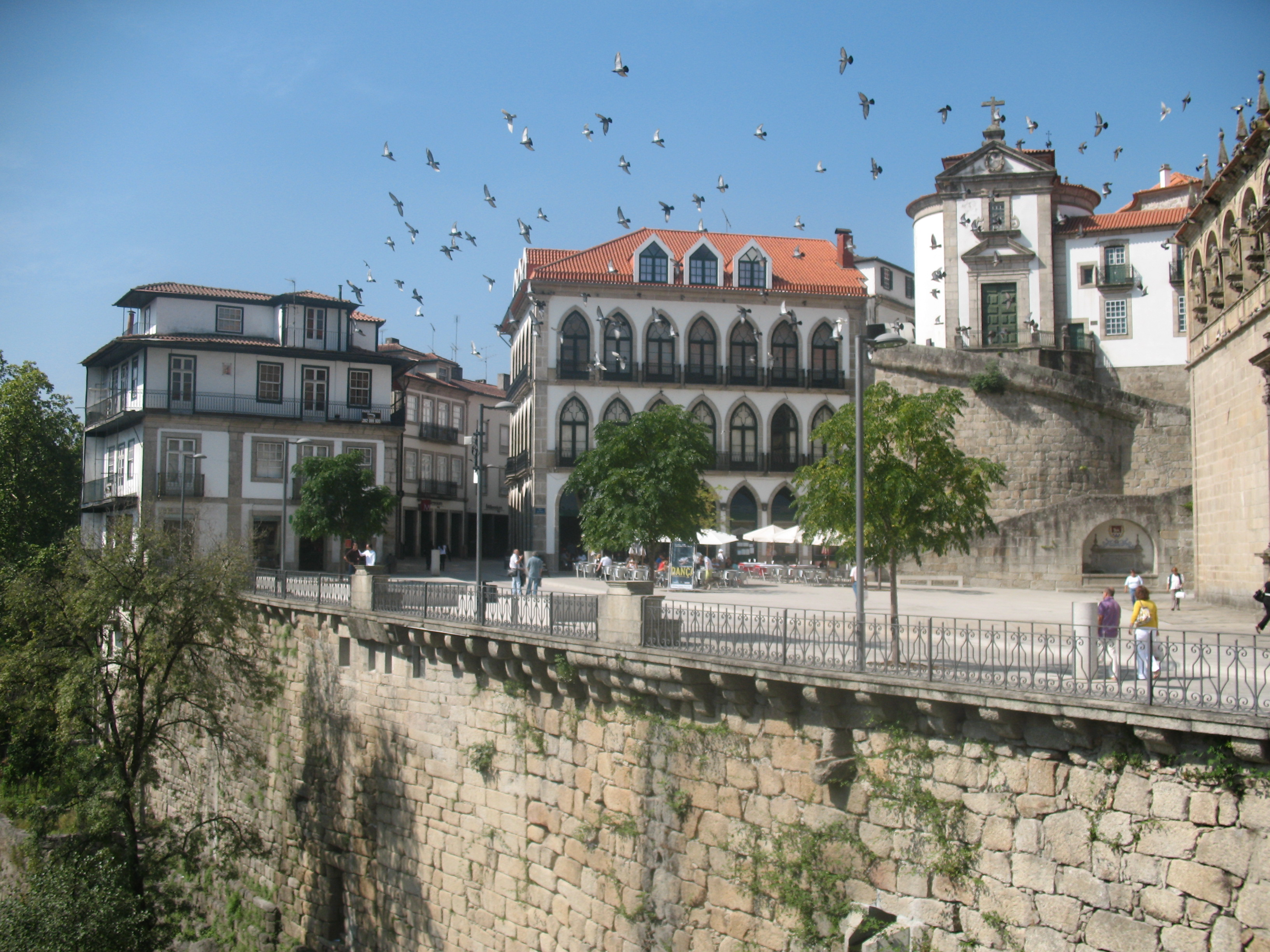
Largo de São Gonçalo de Amarante

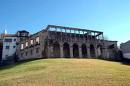
Amarante Solar dos Magalhães

- Ecopista da Linha do Tâmega

No concelho:
- Casa de Pascoaes
- Mosteiro de Travanca
- Mosteiro de Freixo de Baixo
- Serra do Marão
- Percursos Pedestres, PR1 e PR2
- Parque Aquático de Amarante
- Campo de Golfe de Amarante

### Festas
- Festas de São Gonçalo - Festas do Junho
- MIMO Festival
- Procissão dos diabos - Festa dos Diabos de Amarante

### Gastronomia
- Doçaria conventual de Amarante (Papos de anjo, Lérias, Bolos de S. Gonçalo, Foguetes, Brisas do Tâmega)
- Vinho verde
- Cabrito assado no forno, Vitela maronesa

## Figuras ilustres
- Conde de Amarante
- Abade de Jazente (poeta)

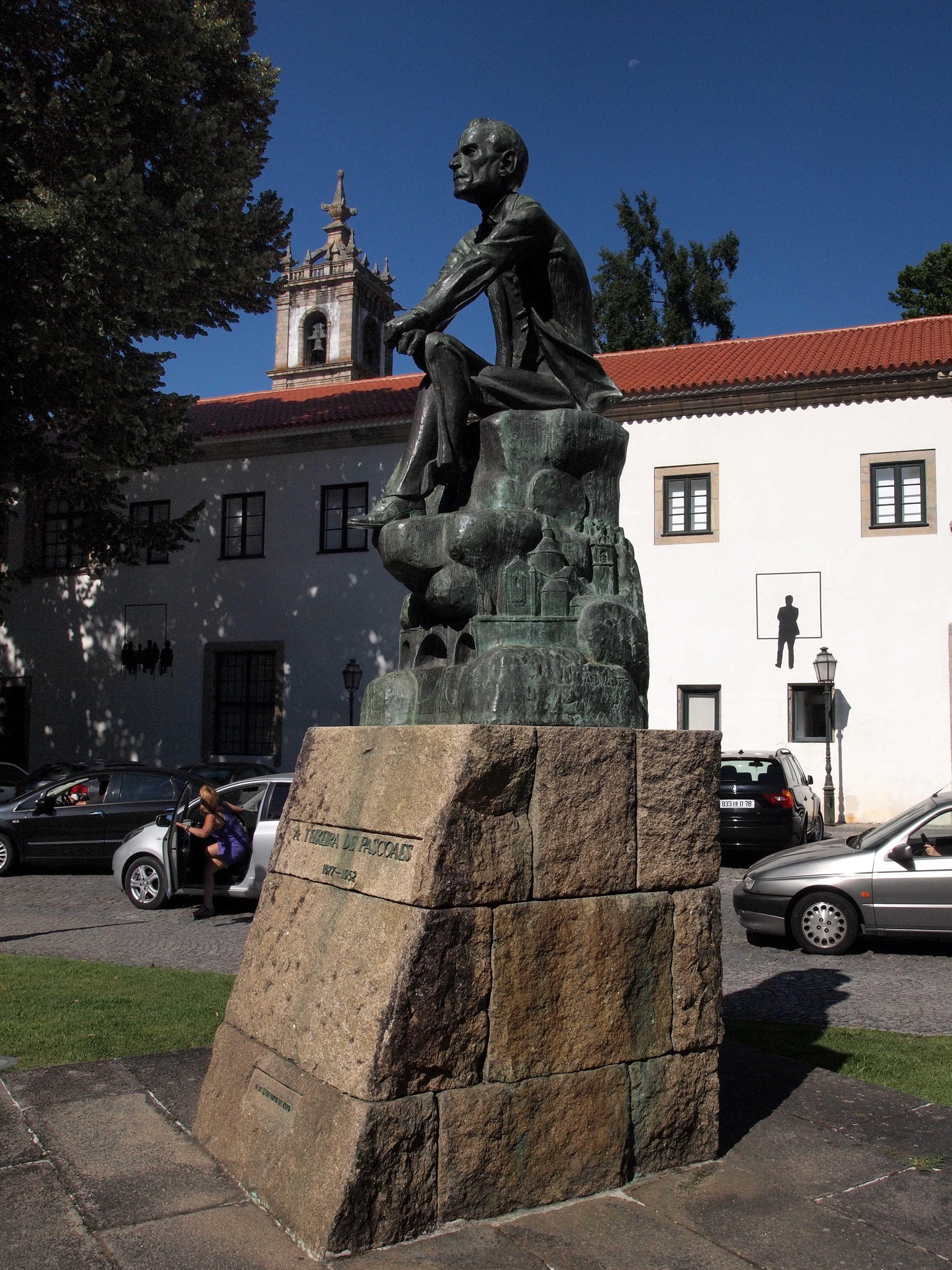
Teixeira de Pascoaes

- Alexandre Maria Pinheiro Torres (escritor, historiador de literatura e crítico literário)
- António de Guadalupe (sacerdote)
- Antônio Luiz de Bessa (professor e jornalista)
- Teixeira de Pascoaes (escritor e poeta)
- Amadeo de Souza-Cardoso (pintor)
- Agustina Bessa-Luís (escritora)
- António Carneiro (pintor)
- António Cândido (orador e político)
- António Pinto (maratonista olímpico)
- António da Trindade de Vasconcelos Pereira de Melo (bispo)
- António do Lago Cerqueira (político republicano)
- Augusto Casimiro (jornalista, poeta e escritor)
- Daniel Neri (treinador de futebol)
- Delfim José Fernandes Rola Teixeira (futebolista)
- Diogo Veloso (navegador aventureiro e explorador)
- Fernando de Magalhães e Menezes (militar e administrador colonial)
- Fernão de Queirós (padre jesuíta e cronista)
- Francisco Assis (deputado)
- Joaquim Ferreira Torres (empresário)
- José António de Magalhães Araújo Pinheiro (piloto)
- Luís António de Sousa Queirós (empresário e militar)
- Marinho Pinto (advogado e político)
- Manuel Amaral (escritor)
- Manuel Vieira Pinto (prelado)
- Maria dos Prazeres Bessa Pais (foi Primeira Dama de Portugal, casada com Sidónio Pais)
- Noble (músico)
- Nuno Gomes (futebolista)
- Ricardo Carvalho (futebolista)
- Renato Queirós (futebolista)
- Acácio Lino (pintor)
- Eduardo Teixeira Pinto (fotógrafo)
- Marta Pinha (escritora)
- Artur Carlos de Barros Basto (fundador da Comunidade Israelita do Porto)
- Maria D'Abreu (pintora)
- Carlos Babo (escritor)
- Joana Miranda (Médica Psiquiatra)

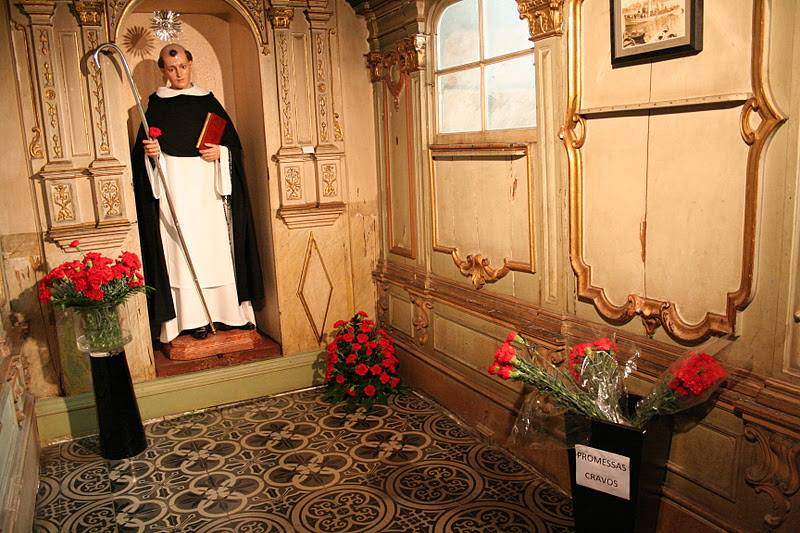
São Gonçalo de Amarante

- Luís Manuel Coutinho Gomes Amaral (arqueólogo)
- João Dias (político) (deputado)
- José Manuel Monteiro (apresentador de televisão)
- Avelino Ferreira Torres (político)
- Rui Andrade (ator e cantor)
- Marco Rodrigues (fadista)
- Beata Mafalda de Portugal
- Vasco Lourenço Cardoso (cavaleiro medieval)
- Vitorino Teixeira Laranjeira (militar e professor)

## Instituições
- Águas Bravas Clube (ABC) Clube de Canoagem
- Amarante Futebol Clube
- Associação Desportiva de Amarante (ADA)
- Atlético Clube de Vila Meã
- Aventura Marão Clube (AMC) Clube de Canoagem
- Banda Musical de Amarante (BMA) Banda Filarmónica
- Terríveis Clube Aventura TCAmarante
- Associação Empresarial de Amarante